# エルジギデイ
エルジギデイ（モンゴル語: ᠡᠯᠵᠢᠭᠲᠡᠢ ᠨᠣᠶᠠᠨ, 英語: Eljigidei Noyan、? - 1251年）は、モンゴル帝国に仕えた高官の一人。第2代皇帝オゴデイ、第3代皇帝グユクの2代にわたって重用されたが、第4代皇帝モンケの即位直後に処刑された。ヨーロッパ方面では、フランス王ルイ9世に使者を派遣したことでも知られる。

## 概要

### オゴデイの治世

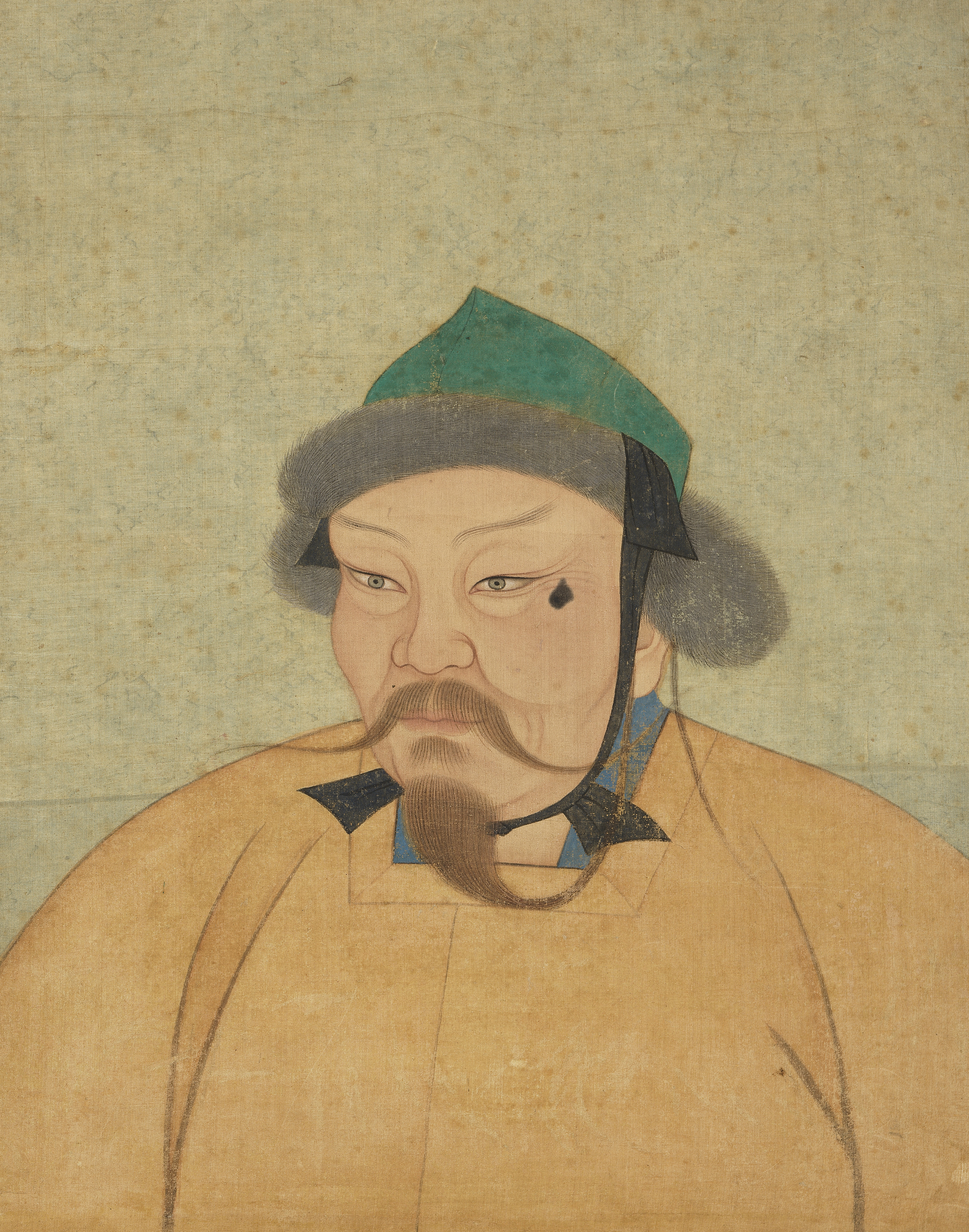
オゴデイ肖像（国立故宮博物院蔵）

エルジギデイはジャライル部の譜代御家人、イルゲイ・ノヤンの息子であった。イルゲイはチンギス・カンの命によってオゴデイの王傅に任じられており、その息子のエルジギデイはオゴデイの乳兄弟として育てられた。このような来歴のため、エルジギデイはオゴデイを始祖とするオゴデイ・ウルスの最も重要な臣下・宿将として過されていた。『集史』ジャライル部族志にはエルジギデイがイルゲイの妾と通じたことで父と対立したが、オゴデイの仲裁を受けてオゴデイのオルドに仕えるようになり、やがて有識故実に通じて高位御家人として取り立てられたと記されている。
1229年にオゴデイが第2代皇帝として即位すると、イルゲイとエルジギデイは即位以前からの最も信頼おける部下として厚遇された。『元朝秘史』でオゴデイの侍衛（トルカウト）を務めたと記される「アルチダイ（阿勒赤歹）」は、エルジギデイと同一人物であると考えられている。また、『集史』オゴデイ・カアン紀にはオゴデイとエルジギデイの関係について以下のような逸話が残されている。ある時、相撲好きのオゴデイがわざわざハマダーンからフィラという相撲取りを連れてこさせた所、エルジギデイはフィラを連れてくることによる浪費に苦言を呈した。そこでオゴデイはエルジギデイ配下の相撲取りとフィラを戦わせよと命じた所、エルジギデイが連れて来たウガナ・ブカという相撲取りにフィラは圧勝した。この結果を見て、オゴデイはフィラの実力はフィラをモンゴリアまで連れてくるため消費した水・換え馬・糧秣に見合うものであるとし、エルジギデイには馬500頭を献上するよう命じたという。しかし、後述するようにエルジギデイが新皇帝に逆らって処刑されるという不名誉な死を遂げたためか、オゴデイ政権下でのエルジギデイの政治的な事績についてはほとんど記録がない。

### グユクの治世
1241年、オゴデイが亡くなるとモンゴル帝国では次期皇帝位を巡って深刻な内部対立が生じた。エルジギデイらオゴデイの旧臣たちはたまたまモンゴル高原本土に帰還していたオゴデイの庶長子のグユクを擁立したが、母親の身分が低く他の王子たちとも折り合いの悪いグユクの即位にはジョチ家のバトゥを中心として強い反対が寄せられた。結局、オゴデイ死後の国政を代行していたドレゲネの政治工作によりグユクは第3代皇帝として即位を果たしたが、帝国全土の総意を得たとは言い難い状況であった。
グユクの治世は非常に短くどのような政治方針を持っていたか不明な点が多いが、その中でも特筆されるのが宿将エルジギデイの西アジア派遣である。グユクは即位式に出席したアラムートからの使者に苛烈な返書を授け、「邪宗者（マラーヒダ）」の討伐を名目にエルジギデイを西アジアに派遣した。『世界征服者史』によるとエルジギデイはルーム、グルジスターン、アレッポ、モスル、タカヴォルの統治権を委ねられ、またバードギースに駐屯するエルジギデイ軍の補給を担うためにイラン総督のアルグン・アカにイラク、アゼルバイジャン、シルバーン、ルル、ケルマーン、ファールス、ヒンドゥスターンの方面を委任したという。『元史』定宗本紀によるとエルジギデイの出発は1247年8月のことであった。
このように、表向きはアラムート（カスピ海南岸）からルーム（アナトリア）・アレッポ（シリア）といった地中海方面に進出することを目的としてエルジギデイは派遣されたが、その本当の目的はグユクにとって最大の政敵であるバトゥを打倒することにあった。この点については『集史』に記載があり、「グユクは病を癒すためにエミル地方に向かったが、その本来の目的はバトゥを討伐することにあるのだ、とソルコクタニがバトゥに使者を派遣して知らせた」と記されている。すなわち、エルジギデイは「中東遠征」という名目で、グユク自身は「病気療養」という名目で出陣したが、その最終的な目標は西進してキプチャク草原のバトゥを討つことにあった。

### グユクの死後

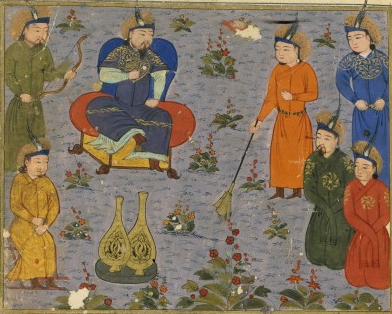
モンケセル・ノヤンによるオゴデイ家の審問・処刑（『集史』「モンケ・カアン紀」パリ写本）

しかし、グユクは1248年4月にクム・センギルの地に至った所で急逝した。折しも、バトゥ自身も大軍を率いて東進しており、バトゥが放った刺客によってグユクは暗殺されたのではないかとされる。この頃、後述するルイ9世が派遣した使者がエルジギデイの陣営に辿り着いているが、グユクの死によって既にエルジギデイは微妙な立場にあり、使者たちをそのままモンゴル高原本土に送り出すことしかできなかった。
グユクの急死後、モンゴル帝国では再び次期皇帝を巡る論争が起こり、オゴデイの孫のシレムンを推す勢力と、トルイの息子のモンケを推す勢力が対立した。この中で、エルジギデイはオゴデイ即位時に「オゴデイ家が代々カアン位を継承する」誓紙を諸王たちが提出していたことを引き合いに出してモンケ即位の正当性を否定したが、逆にトルイ家側の者から「先にオゴデイの遺志に反してグユクを即位させたのはオゴデイ家の者である」と反論を受けて沈黙したという逸話が『集史』ジャライル部族志に記されている。ただし、この逸話はモンゴル人の間でよく知られていたようで、発言者を入れ替えた記録が多数残っており、実際に誰が件の発言をしたかは定かではない。
『集史』によると、モンケの即位が決まった後、モンケはカダアンを派遣してエルジギデイを捕らえさせ、捕らえられたエルジギデイはバトゥのオルドに送られ、そこで処刑された。「モンケの即位後に、モンケの命を受けたカダアンによってエルジギデイは殺された」ことは、『元史』憲宗本紀にも記されている。なお、アル＝ウマリーの『諸王国視察旅行記（Masālik al-abṣār fī mamālik al-amṣār）』のみは「グユクはバトゥ逮捕のためにエルジギデイを派遣したが、エルジギデイがバトゥに殺されたために60万の騎兵をは発してバトゥを討伐しようとした。バトゥもまたこれを迎え撃つために出陣し、両軍が互いに10日ほどの距離に至った所でグユクは急死した」という異聞を伝えているが、その他の史料は全て一致してグユクの死後にバトゥによって殺されたとしており、従えない。

## ルイ9世への書簡
1248年、第9回十字軍のためにキプロス島を訪れたフランス王ルイ9世に対し、ダヴィドとマルクという2人の使者がモンゴル人の「エルケルタイ（erkertai）」から託された書簡を届けた。この「エルケルタイ」は、グユクが西方に派遣したエルジギデイのことを指す。書簡は本来ペルシア語で記されていたが、ルイ9世の下に届けられた時点ラテン語と古フランス語に訳され、この翻訳されたテキストが現存している。この書簡の原本がバチカンに今も所蔵されており、古くからモンゴル帝国史研究の重要史料として注目されてきたが、この書簡が偽造されたものであるとする説も根強い。

### 書簡の真偽
この書簡を偽造されたものであるとする最大の根拠は、同時代のモンゴル帝国の対外姿勢と著しく異なる、キリスト教国家＝フランスに対する好意的な姿勢にある。同時代のモンゴル帝国の対外文書において、モンゴルは常に自らが神＝天の命により全地上＝世界を支配する国家であると強調しており、原則として対等な関係の国家というものを認めていなかった。確かにグユクは歴代皇帝の中でもキリスト教に好意的であったとペルシア語史料にも記載されているが、そのグユクがローマ教皇に差し出した書簡も歴代皇帝が発した対外文書と基本的な姿勢において大差ないものであり、他の書簡の異質さをむしろ際立たせる。故に、この書簡が本物であると仮定すると何か特殊な事情があってモンゴルは異例な内容の書簡を送ったと考えざるをえず、多くの研究者がその理由を考察しているが、後述するようにその多くは根拠薄弱なものである。
これに対し、書簡を本物であるとする論者（代表的なのはポール・ペリオ）は書簡の形式に注目し、モンゴル史研究者が「モンゴル命令文」と呼ぶモンゴル帝国特有の文書様式を持つことから、これがモンゴル側からの正式な書簡であるとする。しかし、教皇に届けられた書簡では正確に訳されている｢とこしえなる｣という単語が「至高なる」と意訳されていたり、そもそも皇帝もしくは皇族が用いる文書様式をエルケルタイ名義で用いていることにも疑問が残る。また、ペリオはキリスト教徒に対する免税を約束している点もモンゴル帝国の政策と矛盾しないとするが、近年明らかにされつつあるモンゴル帝国の宗教政策とは合致しない。また、仮に真実モンゴル帝国がフランスとの対等な同盟、そしてイスラム教国の挟撃を望んでいたと仮定しても、モンゴルからフランスに対する要求はあまりに婉曲であり、本気でフランスと軍事同盟を望んでいたか疑問の残る内容である。その他にもモンゴルは西欧の十字軍を警戒重視していたからこそ下出に出たのだ、そしてそれは当時の十字軍の記録からも裏付けられるという意見もあるが、十字軍自らの自己申告によって「モンゴルは戦ったこともない十字軍を恐れていた」と見るのは根拠薄弱である。
以上の論点を踏まえ、海老沢哲夫などの研究者は、エルケルタイの書簡について「書簡そのものは偽造されたものであるが、モンゴル帝国の政情によく通じたキリスト教徒が作成したものであり、全くの虚構とも言えない内容である」と論じている。また、L.オルシュキや海老沢哲夫はこの書簡で語られるキオカイ（＝グユク）の在り方がかつてヨーロッパで広まった「プレスター・ジョン伝説」の内容と、「東方キリスト教徒の有力な君主とその王国が出現し、その君主が異教徒を倒しキリスト教徒を保護する」という点でよく似ていることを指摘する。すなわち、「エルケルタイの書簡」とは「プレスター・ジョン伝説」と同様に、アジア地域で少数派として弱い立場にあるネストリウス派キリスト教徒が､ 自らの存在を誇示し双方で優位な立場を築くために事実を交えて（プレスタージョン伝説の場合は耶律大石のセルジューク朝討伐、エルケルタイ書簡の場合はグユクのキリスト教徒厚遇）作り上げた虚構であると考えられる。実際に、書簡内においてルイ9世に明確に要求されているのは「キオカイの命によってキリスト教徒全体が保護を受けることを知らしめること」と、「ルイ9世の側でもキリスト教徒を人種・宗派に関係なく平等に保護すること」の2点であることも、この見解を裏付ける。また、ルイ9世の下を訪れた使節は書簡とは別に自らモンゴル情勢について語っているが、そこでキオカイの母がプレスター・ジョンの娘であり、すなわちキオカイはプレスター・ジョンの孫にあたると述べていることも、「エルケルタイの書簡」が「プレスター・ジョン伝説」を発展させたものであることを示唆している。
「エルケルタイからの使節」として書簡をもたらしたダヴィドは西アジアのモンゴルの陣営にいたことが別の史料で確認されており、またルブルクの報告でもサルタクの治めるジョチ・ウルスの領内にダヴィドの仲間と称する者がいたことが言及されるなど、少なくともダヴィドらがモンゴル帝国に仕える人物であったことは間違いないようである。また、即位したばかりのキオカイ（＝グユク）が1347年にエルケルタイ（＝エルジギデイ）を西アジアに派遣したことを正確に認知した上で書簡を作成していることも、書簡の作成者が不正確ながらモンゴル側の事情に通じていることを証する。そこで、海老沢哲夫らはルイ9世の下を訪れたダヴィド、マルクら自身が、「エルケルタイの書簡」を偽造した張本人ではないかと推測しているが、その場合でもダヴィドらが本当にエルケルタイからの使者であったにもかかわらず偽造した文書をもたらしたのか、それともエルケルタイからの使者であるということ自体が偽りであるのか、という点については不明であるとしている。

### 「エルケルタイ」について

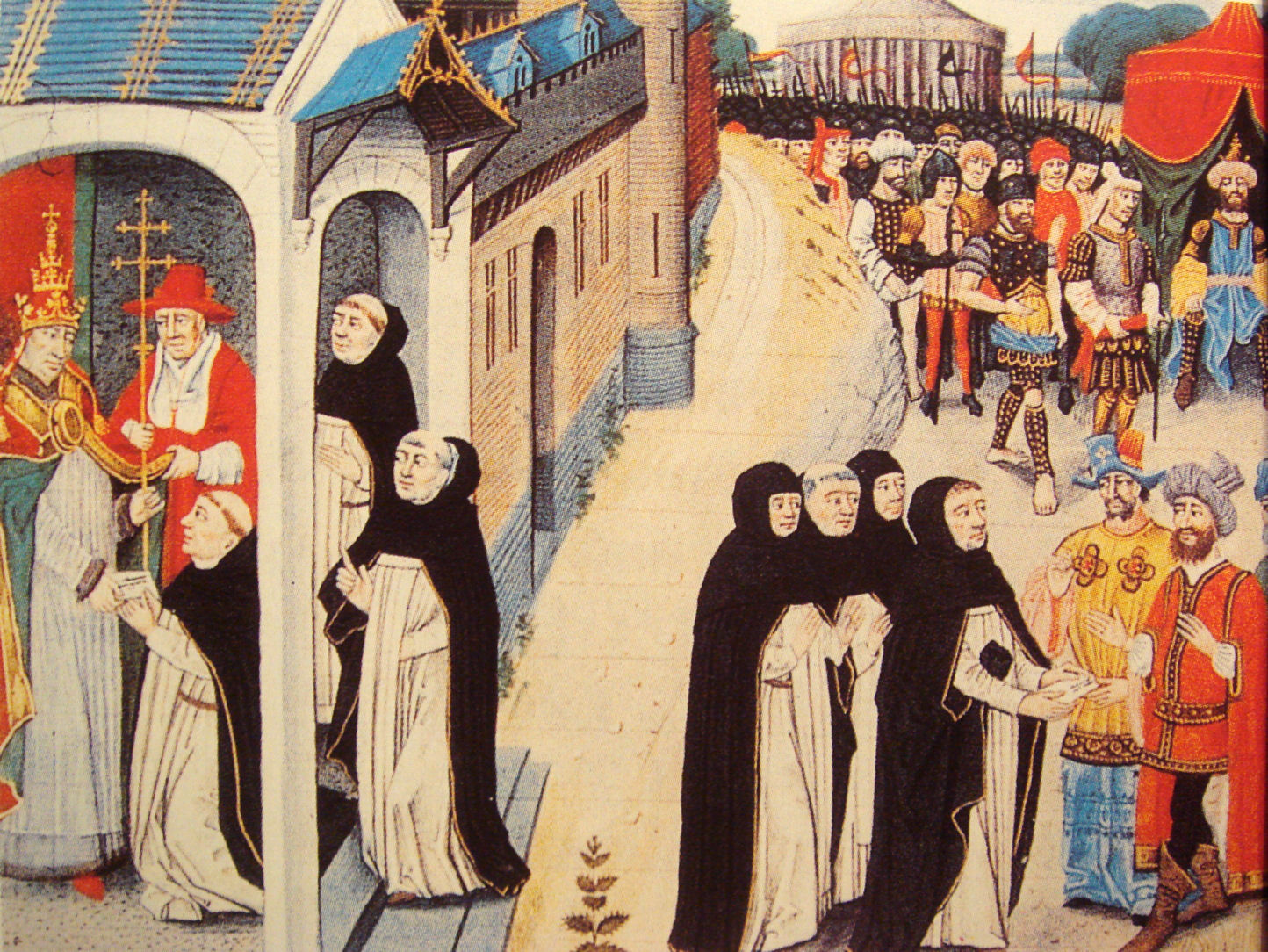
画面右側にバイジュ率いるモンゴル軍が描かれる。

先に述べたようにルイ9世の下を訪れた「エルケルタイからの使者」は書簡とは別に、フランス側からの質問に答える形で当時のモンゴル情勢について口頭で語っており、その内の約半分はエルケルタイ自身について述べられている。エルケルタイからの使者はエルケルタイについて、1.どんな時に洗礼のサクラメントを受けたか。2.現在どこにいるか。3.どうしてバコン（bachon/バイジュに相当する）は我々の使節をあのように冷遇したのか（前年にローマ教皇の派遣した修道士がバコン＝バイジュに屈辱的な扱いを受けたことを指す）といった質問について以下のように答えている。
上述したように使者のもたらした情報が全て事実であるとは考え難く、ネストリウス派キリスト教徒にとって都合のよい解釈を挟まれた情報であると推測されるため、「バイジュやエルケルタイの信教によって対応が代わった」ことも事実とは認めがたい。ただし、エルケルタイが西アジア方面の長官として大きな権限を有していたこと、チンギス・カン一門の人間ではないこと、エルケルタイの着任後にバイジュがその指揮下に入ったことなどは事実を反映していると考えられる。

## ジャライル部イルゲイ家
- カダアン（Qada'an ＞قدان/qadān）
  - イルゲイ・ノヤン（Ilügei noyan ＞亦魯該/yìlŭgāi,یلوکای نویان/īlūkāī nūyān）
    - エルジギデイ（Eljigidei ＞野里知吉帯/yělǐzhījídài,یلچیدای/īlchīdāī/erkertai）
    - ダーニシュマンド（Dānishmand ＞دانشمند）

  - ドロアダイ・バウルチ（Dolo'adai ba'urči ＞朶囉阿歹/duŏluōādǎi,دولادای باورچی/dūlādāī bāūrchī）